# 富谷郵便局

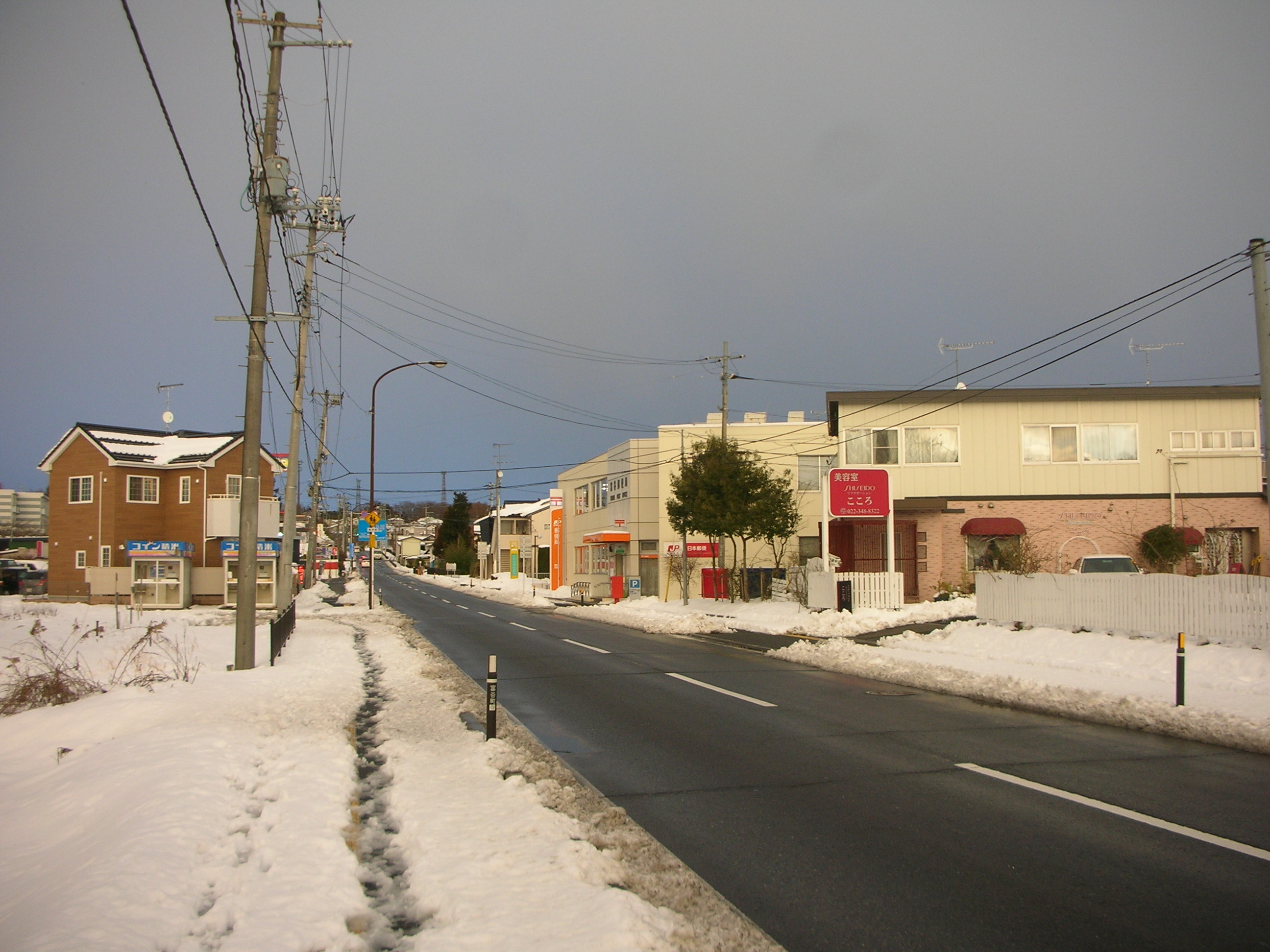
富谷郵便局周辺

富谷郵便局（とみやゆうびんきょく）は宮城県富谷市富谷北裏にある郵便局。民営化前の分類では集配特定郵便局であった。

## 概要
住所：〒981-3399 宮城県富谷市富谷北裏69番地1

### 出張所（局外設置ATM）
管轄はゆうちょ銀行仙台支店。
- イオンモール富谷内出張所（ATMホリデーサービス実施）
- みやぎ生協明石台店内出張所（ATMホリデーサービス実施）
- ヤマザワ富谷成田店内出張所（ATMホリデーサービス実施）

## 沿革
- 1874年（明治7年）11月1日 - 富谷郵便取扱所として開設[1]。
- 1875年（明治8年）1月1日 - 富谷郵便局（五等）となる。
- 1885年（明治18年） - 貯金取扱を開始。
- 1896年（明治29年）5月1日 - 為替取扱を開始。
- 1908年（明治41年）9月16日 - 電信事務を開始[2]。
- 1912年（大正元年）9月12日 - 電話通話事務を開始[3]。
- 1972年（昭和47年）12月6日 - 電話交換および和文電報配達業務を吉岡電報電話局に移管[4]。
- 2007年（平成19年）3月5日 - 仙台中央郵便局を統括センターとする配達センター化。
- 2007年（平成19年）10月1日 - 民営化に伴い、併設された郵便事業新仙台支店富谷集配センターに一部業務を移管。
- 2012年（平成24年）10月1日 - 日本郵便株式会社発足に伴い、郵便事業新仙台支店富谷集配センターを富谷郵便局に統合。
- 2016年（平成28年）10月10日 - 所在地である黒川郡富谷町の市制施行、富谷市発足にともない、所在地の住所が黒川郡富谷町富谷字町北裏69番地1から、富谷市富谷北裏69番地1となった。

## 取扱内容
- 郵便、印紙、ゆうパック、内容証明
- 貯金、為替、振替、振込、国債、投資信託
- 生命保険、バイク自賠責保険
- ゆうちょ銀行ATM
- 富谷市内（〒981-33xx）の集配業務

## 周辺
- 富谷市役所
- 富谷市総合運動公園
- 西友富谷店（旧東北西友の店舗）
- 国道4号

## アクセス
- 宮城交通バス 富谷バス停下車
- 東北自動車道 泉ICから北へ約7km、もしくは大和ICから南西へ約6km
- 駐車場あり：7台